# Francesco De Rosa
Francesco De Rosa, genannt Ciccio (* 25. Mai 1952 in Neapel; † 2. Dezember 2004 in Perugia), war ein italienischer Schauspieler und Ikone der neapolitanischen Filme der 1970er und 1980er Jahre.

## Karriere
Francesco De Rosa begann seine Karriere in den frühen 1970er Jahren als Charakterdarsteller mit kleinen Nebenrollen. Als Dieb „Goldhand“ debütierte er 1975 in Plattfuß räumt auf neben Bud Spencer auf der Leinwand. Seine wahrscheinlich bekannteste Rolle spielte er 1976 als hagerer Parkwächter Felice Roversi neben Gigi Proietti und Enrico Montesano in Febbre da cavallo von Stefano Vanzina.
Im Jahr 1981 war er in Pierino medico della S.A.U.B. der suizidgefährdete Ehemann einer Nymphomanin. Drei Jahre später verkörperte er in Also sprach Bellavista einen Sargverkäufer. Es folgten weitere Rollen in anderen B-Filmen und Theaterengagements.
Seinen letzten Auftritt hatte De Rosa 2004 in Die Passion Christi von Mel Gibson. In dieser Zeit fiel er in den Zustand einer tiefen depressiven Störung, wahrscheinlich mitbedingt durch mangelnde Engagements, die in seinen letzten Jahren deutlich weniger wurden. Selbst in der Fortsetzung von Febbre da cavallo, Febbre da cavallo – La mandrakata (2002) wurde er nicht besetzt, obwohl er im Film von 1976 eine tragende Rolle hatte.
Am 2. Dezember 2004 wurde Francesco De Rosa im Alter von 52 Jahren in seinem Haus in Perugia erhängt aufgefunden. Seine Familie behandelte die Umstände seines Todes zunächst vertraulich und ging damit erst im Februar 2005 an die Öffentlichkeit.

## Filmografie

### Kino
- 1975: Plattfuß räumt auf (Piedone a Hong Kong)
- 1976: La madama
- 1976: San Pasquale Baylonne protettore delle donne
- 1976: Febbre da cavallo
- 1976: Fellinis Casanova (Il Casanova di Federico Fellini)
- 1976: Triumphmarsch
- 1977: Schieß Du... ich hol’ Verpflegung (Kakkientruppen)
- 1979: Teenager-Liebe (John Travolto… da un insolito destino)
- 1979: Tutti a squola
- 1979: L’importante è non farsi notare
- 1980: Si salvi chi vuole
- 1981: Pierino medico della S.A.U.B.
- 1983: Le Bal – Der Tanzpalast (Ballando ballando)
- 1984: Also sprach Bellavista (Così parlò Bellavista)
- 1985: Mamma Ebe
- 1985: Big Deal – Diebe haben’s schwer (I soliti ignoti vent’anni dopo)
- 1985: A me mi piace
- 1986: Momo
- 1987: Schwarze Augen (Oci ciornie)
- 1990: C’è posto per tutti
- 1991: Piedipiatti
- 1992: Saint Tropez, Saint Tropez
- 1994: Die römische Kanone (S.P.Q.R. - 2000 e ½ anni fa)
- 1997: Banzai
- 1999: I fobici
- 2003: La repubblica di San Gennaro
- 2004: Die Passion Christi (The Passion of the Christ)

### Fernsehen
- 1974: Il matrimonio di Rosa Palanca, Fernsehfilm
- 1974: Seguirà una brillantissima farsa…, Fernsehserie
- 1981: I giochi del diavolo, TV-Miniserie, 1 Episode
- 1985: Capitano Maffei – Kunstdiebstähle (Caccia al ladro d’autore), TV-Miniserie, Episode La foresta che vola
- 1987: Aeroporto internazionale, Fernsehserie
- 1999: Priester im Einsatz (Un prete tra noi)